# Tekken 3
Tekken 3 er et PlayStation-spil, udgivet i 1998 af Namco i serien af Tekken-spil.

## Handling

### King of Iron Fist-turnering
Den anden King of Iron Fist er ved at nå sin slutning. Jun Kazama indser at Kazuya Mishima's overnaturlige styrke kommer fra Devil. Men hun kan alligevel ikke undgå at føle sig tiltrukket af ham, af en mystisk kraft som overgår hendes kontrol. Et par dage senere ankommer den sidste kæmper for at møde Kazuya, annoncøren af den anden King of Iron Fist-turnering. Udfordreren er ingen ringere end Heihachi Mishima. I en sammenligning med den første King of Iron Fist-turnering, udkæmper far og søn endnu en blodig duel. Selvom Heihachi Mishima virkede skræmt, men sejrrig genvandt kontrollen over Tekken Zaibatsu. Uvidende om Devil's tilstedeværelse, kaster Heihachi den livløse Kazuya i en brændende vulkan.

### Efter turneringen
Som Kazuya's krop brænder, dukker Devil op foran den gravide Jun Kazama i et forsøg på at trænge ind i sjælen på det nye liv indeni hende. I en desperat kamp, besejrer Jun Devil, og flygter til Yakushima for at opfostre Kazuya's søn, Jin alene.

### Magtforøgelse
Efter at have genvundet kontrollen over Tekken Zaibatsu, har Heihachi ambitioner med at øge sin magt yderligere. Han begynder en kampagne for at vinde verdenslederes tillid og stifte krig og konflikter med resten. Ved at bruge sin uoverskuelige rigdom, stifter han Tekkenshu, en militærgruppe, med hensigt til at dæmpe konflikterne med de resterende lande. Han har også stærk interesseret i at udvikle landene ved at hjælpe dem med at bygge landbrugssystemer, som vil være med at opretholde dem. På grund af Heihachi's indsats, ser verdenen ud til at være i fred.

### 15 år efter
Omkring femten år senere og Jin Kazama er nu 15 år gammel.
På Heihachi's ordre har Tekkenshu udgravet en central amerikansk arkæologisk sted, hvor de finder en mystisk livsform. Heihachi's beordrer livsformen tilfangetaget, men mister kontakten efter en forvirrende radio meddelelse, "... de er alle døde... Toshin (Kampgud)?!..."
Da Heihachi ankommer til udgravningen, finder han et hav af lig. Heihachi er knust af sorg, men indser dog at kraften fra den mystiske livsform, kunne blive nøglen til hans længeventede drøm om at overtage verdenen. Ved at opnå Toshin's kraft og verdenen fristes Heihachi af skæbnen endnu en gang.

#### Forsvindinger
Indenfor få uger forekommer der usædvanlige forsvindinger over hele verdenen. Personer med stærke sjæle, mestre i kampsport eller andre kampdiscipliner bliver meldt savnet, ingen vidende om hvor de befinder sig.

#### Juns fornemmelse
Jun Kazama mærker instinktivt den mørke kraft trænge ind i hendes liv. Hun har ingen anelse om, hvad det er, men fornemmer at hun er et offer. Velvidende om sin skæbne, fortæller hun Jin alt hun ved om sin forbandede fortid, for at forberede ham på den skæbnesvangre dag, hun nu føler så truende. Hun beder Jin om at gå til sin bedstefar Heihachi, hvis der sker hende noget.
Hendes intuition viser sig at være sand på en kold, stormfuld nat. Toshin ankommer til bjerget med en kølig, hvirvelende vind. "Stik af!" råber Jun. Men mod sin mors ordre beslutter Jin at tage kampen op mod Toshin, men bliver slået bevidstløs.

#### Efter kampen
Da Jin vågner, er alt omkring brændt ned til grunden. Jin søger hektisk efter sin mor, men hun er ingen steder.
Jun var død for Toshins fødder. For at ære hendes sidste ønske, går Jin til Heihachi og beder om at blive trænet for at opnå hævn. Heihachi er efter at have hørt Jin's fortælling overbevist om, at Toshin er efter sjælene på stærke kæmpere. For at tiltrække Toshin beslutter Heihachi at annoncere den tredje King of Iron Fist-turnering.
Fire år senere på Jin Kazama's 19 års fødselsdag begynder den tredje King of Iron Fist-turnering.

## Kæmpere
I Tekken 3 dukkede en håndfuld nye kæmpere op såsom Julia Chang, Forest Law, Eddie Gordo, Xiaoyu, Hwoarang og Jin Kazama, men kendte ansigter fra Tekken og Tekken 2 optrådte dog også igen. Her er en komplet liste over de figurer, man har til rådighed i Tekken 3:

### Tilbagevendende figurer
- Anna Williams*
- Heihachi Mishima*
- Lei Wulong
- Nina Williams
- Paul Phoenix
- Yoshimitsu

### Nye figurer
- Bryan Fury*
- Dr. B*
- Eddy Gordo
- Forest Law
- Gon*
- Gun Jack*
- Hwoarang
- Jin Kazama
- Julia Chang*
- King
- Kuma*
- Ling Xiaoyu
- Mokujin*
- Aztec Empire Ogre*
- Panda*
- Tiger Jackson*
- Aztec Empire True Ogre*

* ikke spilbar fra starten